# 拉波夫拉利亚尔加
拉波夫拉利亚尔加，是西班牙巴伦西亚自治区巴伦西亚省的一个市镇。总面积10平方公里，总人口4359人（2001年），人口密度436人/平方公里。